# Museo Nacional de Arte Moderno y Contemporáneo de Corea del Sur
El Museo Nacional de Arte Moderno y Contemporáneo, Corea del Sur (MMCA) (hangul: 국립현대미술관 서울) está en el centro de Seúl, Corea del Sur, y abrió en noviembre de 2013, con diversas exposiciones inaugurales. El director es Chung Hyung-min. La construcción del museo tuvo un valor de alrededor de $320,000,000 USD. 
El MMCA consiste en un pequeño número de museos de arte nacionales separados centrados en diferentes aspectos del arte del siglo post-XIX. De acuerdo con el director: "El nuevo museo ha establecido su papel como un museo global que integre el pasado, el presente y el futuro; un museo central de arte coreano que estimula los intercambios con la escena artística internacional".